# Елітні медіа
Елітні ЗМІ — це газети, радіостанції, телеканали та інші засоби масової інформації, які впливають на політичний порядок денний інших засобів масової інформації.

## Приклад
«Нью-Йорк Таймс» використовується як приклад елітних ЗМІ як у Чомского, лівого інтелектуала, так і Білла О'Райлі через те, що газета займає структурну позицію в ЗМІ.

## Використання
На думку Ноама Чомского: 
|  | елітні засоби масової інформації встановили рамки, в яких діють інші |

.
Консерватори можуть використовувати «Елітні медіа» або «Медіа-еліту» в пейоративному контексті, посилаючись на еліти, коли вони повідомляють про презирство або зневагу до потреб і цінностей робітничого класу, і звинувачення в тому, що подані у них дані є необ'єктивними та недостовірними.